# Вилхелм I граф фон Нойенар
Вилхелм I фон Нойенар (на немски: Wilhelm I von Neuenahr; † сл. 1307) е граф на Графство Нойенар (1276 – 1307).

## Произход
Той е син на граф Дитрих фон Нойенар († 15 юни 1276) и съпругата му Хедвиг фон Кесел († сл. 1276), дъщеря на граф Вилхелм фон Кесел († 1260/1262) и съпругата му фон Лимбург. Брат е на Йохан I фон Нойенар-Зафенберг († сл. 1306), господар на Роезберг-Зафенберг, и на Кунигунда фон Нойенар († сл. 1329), омъжена пр. 1295 г. за граф Рупрехт II фон Вирнебург, бургграф на Кохем († 1308).
Замъкът Нойенар в Нойенар в долината Артал, в Северен Рейнланд-Пфалц е построен ок. 1225 г. от графовете на Нойенар, клон на фамилията Аре-Хохщаден-Нюрбург.

## Фамилия
Вилхелм I фон Нойенар се жени за Беатрикс фон Грайфенщайн-Ландскрон?, дъщеря на Крафто фон Грайфенщайн († 1281) и съпругата му фон Вестербург († сл. 1270), дъщеря на Зигфрид IV фон Рункел-Вестербург († 1266) и съпругата му фон Диц. Те имат шест деца:
- Хайнрих фон Нойенар (* пр. 1304; † сл. 1310)
- Вилхелм II фон Нойенар († пр. 13 август 1336), граф на Нойенар (1307 – 1327), женен за Понцета фон Райфершайд († сл. 1337)
- Йохан II фон Нойенар († сл. 1337)
- Крафт фон Нойенар († сл. 1353)
- Йохан фон Нойенар († сл. 1318)
- Хедвиг фон Нойенар († сл. 1331), омъжена пр. 14 август 1304 г. за Дитрих I фон Изенбург-Гренцау († 1334)